# Eddie Irvine
Eddie Irvine, (născut 10 noiembrie 1965, Newtownards, Comitatul Down), a fost un pilot de Formula 1.

## Cariera în Formula 1
| Sezon | Echipă                    | Număr puncte | Loc clasament general |
| ----- | ------------------------- | ------------ | --------------------- |
| 1993  | Sasol Jordan              | 1            | 22                    |
| 1994  | Sasol Jordan              | 6            | 16                    |
| 1995  | Total Jordan Peugeot      | 10           | 12                    |
| 1996  | Scuderia Ferrari          | 11           | 10                    |
| 1997  | Scuderia Ferrari Marlboro | 24           | 7                     |
| 1998  | Scuderia Ferrari Marlboro | 47           | 4                     |
| 1999  | Scuderia Ferrari Marlboro | 74           | 2                     |
| 2000  | Jaguar Racing             | 4            | 13                    |
| 2001  | Jaguar Racing             | 6            | 12                    |
| 2002  | Jaguar Racing             | 8            | 9                     |